# Plantago arborescens subsp. maderensis
Plantago arborescens subsp. maderensis é uma subespécie de planta com flor pertencente à família Plantaginaceae. 
A autoridade científica da subespécie é (Decne.) A.Hansen & G.Kunkel, tendo sido publicada em Monogr. Biol. Canar. 3: 69. 1972.

## Portugal
Trata-se de uma subespécie presente no território português, nomeadamente no Arquipélago da Madeira.
Em termos de naturalidade é endémica da Região Macaronésia.

## Protecção
Não se encontra protegida por legislação portuguesa ou da Comunidade Europeia.